# Малком Јанг
Малком Мичел Јанг (енгл. Malcolm Mitchell Young; 6. јануар 1953 — 18. новембар 2017) био је аустралијски гитариста, најпознатији као оснивач, ритам гитариста, пратећи вокал и текстописац у аустралијској хард рок групи AC/DC. Осим кратког одсуства 1988, био је са бендом од његовог почетка новембра 1973. до трајне пензије 2014, због здравствених разлога. Јанг и остали чланови AC/DC су примљен у Рокенрол кућу славних 2003.
Иако је његов млађи брат Ангус био упадљивији, Малком је описан као бизнисмен иза AC/DC. Као ритам гитариста, он је био заслужан за широк спектар звука бенда, развој многих њихових гитарских рифова и ко-писање материјала бенда са Ангусом. Ожењен је Линдом Јанг и има двоје деце, Кара и Рос.
Јанг је узео одсуство из AC/DC у априлу 2014, да би добио третман против деменције. У септембру 2014, руководство бенда је најавило да ће Малком отићи трајно у пензију. Преминуо је 18. новембра 2017.

## Младост
Вилијам Јанг (рођен 06. јануара 1953. године) и његова породица живели су у улици 6 Скериворе у округу Кранхил у Глазгову у Шкотској. Вилијам је радио прво као "дечак на точковима" у фабрици канапа, а затим као оператер машина / тестера у пословању са азбестом/цементом. Године 1940. Вилијам се придружио Краљевском ваздухопловству, где је, током Другог светског рата, радио као механичар мотора летења. После рата Вилијам је радио као дворишни човек за градитеља, а затим као поштар. Његова супруга Маргарет (рођена 14. јула 1913, њено девојачко име је било исто Јанг) била је домаћица.

## Здравствени проблеми
У априлу 2014. године Јанг је постао озбиљно болесник и није више могао да наступа. Дана 16. априла 2014. године, AC/DC је објавио да ће Јанг "узети одмор од бенда због лошег здравственог стања". Међутим, певач Брајан Џонсон изјавио је да упркос ранијим наводима, AC/DC се не пензионише: "Дефинитивно ћемо се састати у мају у Ванкуверу. Покупићемо гитаре, попићемо пиће и видети да ли је неко имао неке мелодије или идеје, уколико се нешто деси, записаћемо га." У јулу је Џонсон открио да је Јанг био у болници, где је био због лечења неспецифичног стања, а током маја га је, за време снимања у студију, заменио гитариста Стиви Јанг, његов нећак. Управа бенда је 24. септембра 2014. најавила да се Јанг неће придружити бенду. Стиви Јанг наставио је да мења за Малкома на светској турнеју Rock or Bust World Tour.
The Sydney Morning Herald, 26. септембра 2014, је објавио да је Јанг имао деменцију и да је примљен у старачки дом у коме је примао пуну негу. У овом чланку цитиран је извор који је близу Јангу и каже да је имао "потпун губитак краткотрајног памћења". Јангова породица потврдила је четири дана касније да је имао деменцију, рекавши да је Јанг "патио од деменције и породица се захвалила на поштовању њихове приватности".
У наредним интервјуима, Ангус је изјавио да је његов брат имао искуства у губитку памћења и концентрације пре пројекта "Black Ice" и да је примио терапију током турнеје "Black Ice" која се завршила 2010. Ангус је потврдио да иако његов брат није свирао 2014 на Rock or Bust албуму: "Још увек воли своју музику. Побринућемо се да има Чак Берија, мало Бади Холија". Додао је да ће AC/DC наставити према жељама и стандардима његовог брата: "Види, чак и с његовим здрављем, Малком је био на турнеји, све док је могао." У том истом интервјуу, Ангус је изјавио да је Малком више пута вежбао песме AC/DC пре сваког концерта како би се сетио како су ишле. У интервјуу за Guitar Player о Јанговим песмама у Rock or Bust, Ангус је изјавио: "Мал је наставио да ради оно што је могао, све док то више није могао, али имам све материјале на којима је радио. Били су многи рифови, идеје и комади рефрена, попуњавао бих ствари да видим да ли имамо песму. Сваки албум који смо икада урадили је био такав. Увек је било мало из прошлости, мало од онога што смо имали, што је било потпуно ново, а понекад и само стара идеја о којој смо радили Малком или ја, али је никад нисмо завршили. Процес писања песама се није стварно променио, осим чињенице да Мал није физички тамо. Тако да када сам дошао до писања и додавања ствари, имао сам Стивија са мном. Видите, Малком је увек био сјајан организатор, увек је пратио ствари које пишемо заједно, снимао их, датирао, правио белешке. Моји записи - ако их можете назвати - увек су хаотични. Дакле, овај пут, Стиви ми је помогао да организујем пуно тога, што је било тамо."
На крају Black Ice World Tour, Малкому је дијагностикован рак плућа. У раној фази је откривен, тако да је операција била успешна и канцер је уклоњен. Такође је имао неодређени срчани проблем и носио пејсмејкер.

### Смрт
Малком Јанг је преминуо 18. новембра 2017. у 64. години у кући Лулворт у заливу Елизабет. Јангов старији брат Џорџ Јанг умро је неколико недеља раније, 22. октобра 2017.